# کوه میوهیانگ
کوه میوهیانگ (به لاتین: Mount Myohyang) یک رشته‌کوه در کره شمالی است که در استان پیونگان شمالی واقع شده‌است. کوه میوهیانگ ۱٬۹۰۹ متر بالاتر از سطح دریا واقع شده‌است.